# Mesasippus kozhevnikovi
Mesasippus kozhevnikovi är en insektsart som först beskrevs av Yu S. Tarbinsky 1925.  Mesasippus kozhevnikovi ingår i släktet Mesasippus och familjen gräshoppor.

## Underarter
Arten delas in i följande underarter:
- M. k. kozhevnikovi
- M. k. iliensis
- M. k. robustus